# Helgafell (Heimaey)
Der Helgafell ist ein 227 m hoher Schlackenkegel auf der Insel Heimaey vor der Südküste Islands.

## Vulkanismus
Helgafell gehört zum Vulkansystem Vestmannaeyjar. Dieses zählt als südlichstes und jüngstes Vulkansystem derselben zur Östlichen Vulkanzone Islands (engl. Fachbezeichnung: EVZ = Eastern Volcanic Zone). Größtenteils handelt es sich um ein submarines Vulkansystem, von dem allerdings immerhin ca. 15 Inseln über die Meeresoberfläche herausragen, die jüngste darunter die erst ab 1963 erstandene Insel Surtsey.
Der Helgafell ist zuletzt vor etwa 6.000 Jahren ausgebrochen.
Weniger als einen Kilometer nordöstlich von diesem Berg liegt der Vulkan Eldfell (200 m), der ab dem 23. Januar 1973 bei einer Ausbruchsserie an Vulkanspalten entstand.

## Wandern am Helgafell
Mehrere Wanderwege führen auf den Berg.